# Tournoi préolympique de basket-ball 2008
Pour un article plus général, voir Basket-ball aux Jeux olympiques d'été de 2008.

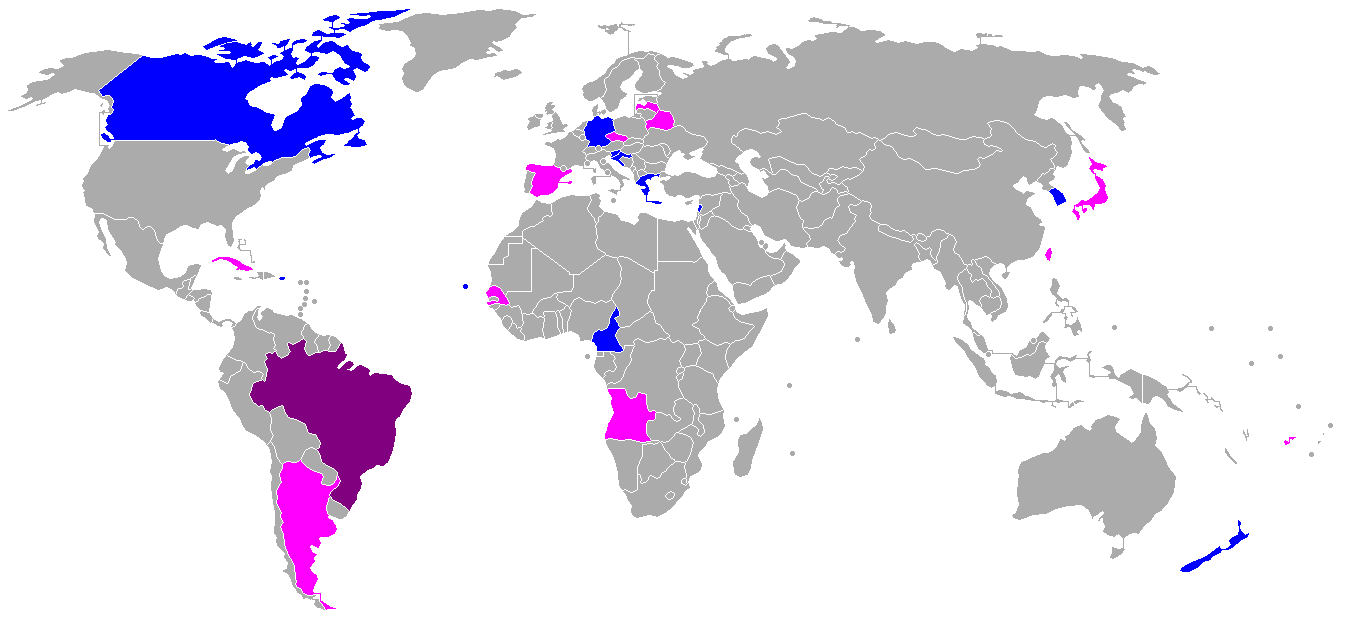
Pays qualifiés pour le Tournoi mondial de qualification olympique FIBA 2008 : Bleu = hommes. Violet = hommes et femmes. Rose = femmes

Le Tournoi préolympique de basket-ball 2008 permet d'attribuer pour les Jeux olympiques d'été de 2008 les trois dernières places qualificatives pour le tournoi masculin et les cinq dernières places pour le tournoi féminin. Le tournoi masculin s'est tenu en Grèce et le tournoi féminin en Espagne.

## Tournoi préolympique masculin
Ce tournoi s'est disputé du 14 au 20 juillet 2008, à Athènes, en Grèce.

### Équipes
Ont participé à ce tournoi : 
- Les équipes classés 4e, 5e, 6e et 7e de l'Euro 2007 :

 Grèce
 Allemagne
 Croatie
 Slovénie
- Les équipes classées 3e, 4e et 5e du Championnat des Amériques :

 Brésil
 Porto Rico
 Canada
- Le finaliste et le troisième du championnat d'Afrique :

 Cameroun
 Cap-Vert
- Le finaliste et le troisième du championnat d'Asie :

 Corée du Sud
 Liban
- Le finaliste du Championnat d'Océanie :

 Nouvelle-Zélande

### Format de la compétition
Les équipes sont regroupées en quatre groupes de trois. Les deux premières équipes de chaque groupe sont qualifiées pour les quarts de finale. 
Le vainqueur du tournoi, le finaliste et le troisième sont qualifiés pour les Jeux Olympiques.

Pays déjà qualifiés pour les JO 2008 :
- Chine (pays organisateur)
- Espagne (champion du monde 2006)
- États-Unis (vainqueur Tournoi des Amériques 2007)
- Argentine (finaliste Tournoi des Amériques 2007)
- Angola (champion d'Afrique 2007)
- Australie (champion d'Océanie 2007)
- Iran (champion d'Asie 2007)
- Russie (vainqueur de l'Euro 2007)
- Lituanie (3e de l'Euro 2007 - L'Espagne, finaliste, est championne du monde en titre et déjà qualifiée)

### Compétition

#### 1erTour
| Groupe A |        |     |   |   |     |     |      |
|          | Équipe | Pts | G | P | PP  | PC  | Diff |
| 1        | Grèce  | 4   | 2 | 0 | 208 | 131 | +77  |
| 2        | Brésil | 3   | 1 | 1 | 163 | 143 | +20  |
| 3        | Liban  | 2   | 0 | 2 | 116 | 213 | -97  |

| 14 juillet | Grèce | 119 | - 62 | Liban  |  |
| 15 juillet | Liban | 54  | - 94 | Brésil |  |
| 16 juillet | Grèce | 89  | - 69 | Brésil |  |

| Groupe B |                  |     |   |   |     |     |      |
|          | Équipe           | Pts | G | P | PP  | PC  | Diff |
| 1        | Allemagne        | 4   | 2 | 0 | 193 | 139 | +54  |
| 2        | Nouvelle-Zélande | 3   | 1 | 1 | 148 | 139 | +9   |
| 3        | Cap-Vert         | 2   | 0 | 2 | 118 | 181 | -63  |

| 14 juillet | Nouvelle-Zélande | 77 | - 50  | Cap-Vert         |  |
| 15 juillet | Cap-Vert         | 68 | - 104 | Allemagne        |  |
| 16 juillet | Allemagne        | 89 | - 71  | Nouvelle-Zélande |  |

| Groupe C |              |     |   |   |     |     |      |
|          | Équipe       | Pts | G | P | PP  | PC  | Diff |
| 1        | Slovénie     | 4   | 2 | 0 | 174 | 146 | +28  |
| 2        | Canada       | 3   | 1 | 1 | 149 | 163 | -14  |
| 3        | Corée du Sud | 2   | 0 | 2 | 153 | 167 | -14  |

| 14 juillet | Slovénie | 88 | - 76 | Corée du Sud |  |
| 15 juillet | Slovénie | 86 | - 70 | Canada       |  |
| 16 juillet | Canada   | 79 | - 77 | Corée du Sud |  |

| Groupe D |            |     |   |   |     |     |      |
|          | Équipe     | Pts | G | P | PP  | PC  | Diff |
| 1        | Croatie    | 4   | 2 | 0 | 188 | 160 | +28  |
| 2        | Porto Rico | 3   | 1 | 1 | 162 | 167 | -5   |
| 3        | Cameroun   | 2   | 0 | 2 | 151 | 174 | -23  |

| 14 juillet | Cameroun   | 79 | - 93 | Croatie  |  |
| 15 juillet | Porto Rico | 81 | - 72 | Cameroun |  |
| 16 juillet | Porto Rico | 81 | - 95 | Croatie  |  |

#### Tableau final
|  | Quarts de finale   | Quarts de finale   |                  |                  | Demi-finales           | Demi-finales           |    |  | Finale     | Finale |
|  | Quarts de finale   | Quarts de finale   |                  |                  | Demi-finales           | Demi-finales           |    |  | Finale     | Finale |
|  |                    |                    |                  |                  |                        |                        |    |  |            |        |
|  | 18 juillet / 13:00 | 18 juillet / 13:00 |                  |                  | 19 juillet/19:00       | 19 juillet/19:00       |    |  |            |        |
|  | 18 juillet / 13:00 | 18 juillet / 13:00 |                  |                  | 19 juillet/19:00       | 19 juillet/19:00       |    |  |            |        |
|  | Croatie            | 83                 |                  |                  | 19 juillet/19:00       | 19 juillet/19:00       |    |  |            |        |
|  | Croatie            | 83                 |                  |                  | 19 juillet/19:00       | 19 juillet/19:00       |    |  |            |        |
|  | Canada             | 62                 |                  |                  | 19 juillet/19:00       | 19 juillet/19:00       |    |  |            |        |
|  | Canada             | 62                 | Croatie          | 76               |                        |                        |    |  |            |        |
|  | 18 juillet / 19:30 |                    | Croatie          | 76               |                        |                        |    |  |            |        |
|  |                    | Allemagne          | 70               |                  |                        |                        |    |  |            |        |
|  | Allemagne          | Allemagne          | 70               | 78               |                        |                        |    |  |            |        |
|  | Allemagne          |                    |                  | 78               |                        |                        |    |  |            |        |
|  | Brésil             | 65                 |                  |                  |                        |                        |    |  |            |        |
|  | Brésil             | 65                 | Croatie          | Pas de           |                        |                        |    |  |            |        |
|  | 18 juillet / 15:30 |                    | Croatie          | Pas de           |                        |                        |    |  |            |        |
|  |                    | Grèce              | finale           |                  |                        |                        |    |  |            |        |
|  | Slovénie           | Grèce              | finale           | 70               |                        |                        |    |  |            |        |
|  | Slovénie           | 19 juillet/21:30   |                  | 70               |                        |                        |    |  |            |        |
|  | Porto Rico         | 81                 |                  |                  |                        |                        |    |  |            |        |
|  | Porto Rico         | 81                 | Porto Rico       | 63               |                        |                        |    |  |            |        |
|  | 18 juillet / 22:00 | 18 juillet / 22:00 | Porto Rico       | 63               | Match pour la 3e place | Match pour la 3e place |    |  |            |        |
|  | 18 juillet / 22:00 | 18 juillet / 22:00 |                  | Grèce            | Match pour la 3e place | Match pour la 3e place | 88 |  |            |        |
|  | Grèce              | 75                 | 20 juillet/19:30 | 20 juillet/19:30 |                        |                        | 88 |  |            |        |
|  | Grèce              | 75                 | 20 juillet/19:30 | 20 juillet/19:30 |                        |                        |    |  |            |        |
|  | Nouvelle-Zélande   | 48                 |                  | Allemagne        | 96                     |                        |    |  |            |        |
|  | Nouvelle-Zélande   | 48                 |                  | Allemagne        | 96                     |                        |    |  |            |        |
|  |                    |                    |                  |                  |                        |                        |    |  | Porto Rico | 82     |
|  |                    |                    |                  |                  |                        |                        |    |  | Porto Rico | 82     |

La Grèce, la Croatie et l'Allemagne sont assurées de disputer les Jeux olympiques de Pékin.

## Tournoi préolympique féminin
Le Tournoi de qualification féminin s'est déroulé du 9 au 14 juin 2008 à Madrid en Espagne.
Le choix  de ce lieu avait été annoncé le 9 décembre 2007.
À l'issue de ce tournoi, les équipes d'Espagne, de République tchèque, de Lettonie, de  Biélorussie ainsi que le Brésil sont qualifiées pour le tournoi olympique.

### Équipes
Ont participé à ce tournoi : 
- Les équipes classés 2e, 3e, 4e et 5e de l'Euro 2007 :

 Espagne
 Biélorussie
 Lettonie
 République tchèque
- Les équipes classées 2e, 3e et 4e du Championnat des Amériques :

 Cuba
 Brésil
 Argentine
- Le finaliste et le troisième du Championnat d'Afrique :

 Sénégal
 Angola
- Les équipes classées 3e et 4e du Championnat d'Asie :

 Japon
 Taïwan
- Le 3e du Championnat d'Océanie :

 Fidji

### Format de la compétition
Les équipes sont regroupées en quatre groupes de trois. Les deux premières équipes de chaque groupe sont qualifiées pour les quarts de finale. Les vainqueurs des quarts de finale sont qualifiés pour le tournoi olympique de Pékin. La dernière place qualificative est attribuée au vainqueur du tournoi par élimination directe opposant les quatre équipes battues en quart.

Pays déjà qualifiés pour les Jeux Olympiques :
- Chine (pays organisateur)
- Australie (championne du monde 2007)
- Russie (vainqueur de l'Euro 2007)
- États-Unis (vainqueur du Tournoi des Amériques 2007)
- Mali (championne d'Afrique 2007)
- Corée du Sud (championne d'Asie 2007)
- Nouvelle-Zélande (finaliste du Championnat d'Océanie 2007, l'Australie, vainqueur, est championne du monde en titre et déjà qualifiée)

### Compétition

#### 1erTour
| Groupe A |          |     |   |   |     |     |      |
|          | Équipe   | Pts | G | P | PP  | PC  | Diff |
| 1        | Lettonie | 4   | 2 | 0 | 177 | 103 | +74  |
| 2        | Japon    | 3   | 1 | 1 | 140 | 152 | -12  |
| 3        | Sénégal  | 2   | 0 | 2 | 103 | 165 | -62  |

|         |          |    |      |          |  |
| 9 juin  | Lettonie | 94 | - 34 | Sénégal  |  |
| 10 juin | Sénégal  | 69 | - 71 | Japon    |  |
| 11 juin | Japon    | 69 | - 83 | Lettonie |  |

| Groupe B |                    |     |   |   |     |     |      |
|          | Équipe             | Pts | G | P | PP  | PC  | Diff |
| 1        | République tchèque | 4   | 2 | 0 | 163 | 109 | +54  |
| 2        | Angola             | 3   | 1 | 1 | 113 | 144 | -31  |
| 3        | Argentine          | 2   | 0 | 2 | 113 | 136 | -23  |

| 9 juin  | République tchèque | 77 | - 55 | Argentine          |  |
| 10 juin | Argentine          | 58 | - 59 | Angola             |  |
| 11 juin | Angola             | 54 | - 86 | République tchèque |  |

| Groupe C |         |     |   |   |     |     |      |
|          | Équipe  | Pts | G | P | PP  | PC  | Diff |
| 1        | Brésil  | 4   | 2 | 0 | 196 | 113 | +83  |
| 2        | Espagne | 3   | 1 | 1 | 181 | 113 | +68  |
| 3        | Fidji   | 2   | 0 | 2 | 87  | 238 | -151 |

| 9 juin  | Espagne | 113 | - 42  | Fidji   |  |
| 10 juin | Fidji   | 45  | - 125 | Brésil  |  |
| 11 juin | Brésil  | 71  | - 68  | Espagne |  |

| Groupe D |             |     |   |   |     |     |      |
|          | Équipe      | Pts | G | P | PP  | PC  | Diff |
| 1        | Cuba        | 4   | 2 | 0 | 164 | 137 | +27  |
| 2        | Biélorussie | 3   | 1 | 1 | 139 | 133 | +6   |
| 3        | Taïwan      | 2   | 0 | 2 | 144 | 177 | -33  |

| 9 juin  | Taïwan      | 79 | - 96 | Cuba        |  |
| 10 juin | Cuba        | 68 | - 58 | Biélorussie |  |
| 11 juin | Biélorussie | 81 | - 65 | Taïwan      |  |

#### Quarts de finale
| 13 juin | Cuba               | 68 - 82  | Espagne     |
| 13 juin | République tchèque | 76 - 64  | Japon       |
| 13 juin | Lettonie           | 84 - 26  | Angola      |
| 13 juin | Brésil             | 79 ap 86 | Biélorussie |

L'Espagne, la République tchèque, la Lettonie et la Biélorussie se qualifient pour les Jeux Olympiques de Pékin.

#### Tableau de repêchage
|  | Demi-finales | Demi-finales |      |    | Finale  | Finale  |
|  | Demi-finales | Demi-finales |      |    | Finale  | Finale  |
|  |              |              |      |    |         |         |
|  | 14 juin      | 14 juin      |      |    | 15 juin | 15 juin |
|  | 14 juin      | 14 juin      |      |    | 15 juin | 15 juin |
|  | Cuba         | 66           |      |    | 15 juin | 15 juin |
|  | Cuba         | 66           |      |    | 15 juin | 15 juin |
|  | Japon        | 58           |      |    | 15 juin | 15 juin |
|  | Japon        | 58           | Cuba | 67 |         |         |
|  | 14 juin      |              | Cuba | 67 |         |         |
|  |              | Brésil       | 72   |    |         |         |
|  | Angola       | Brésil       | 72   | 58 |         |         |
|  | Angola       |              |      | 58 |         |         |
|  | Brésil       | 75           |      |    |         |         |
|  | Brésil       | 75           |      |    |         |         |

Le Brésil obtient le dernier billet pour les Jeux Olympiques de Pékin.